# Легенды Bubble
«Легенды Bubble» — серия комиксов-антология, созданная российским издательством Bubble Comics и публикующаяся с 28 сентября 2017 года по настоящее время. Комикс не имеет единого и постоянного сюжета; вместо этого, каждый выпуск или сюжетная арка  рассказывает свою историю, никак не связанную с предыдущим сюжетом. Идея создания «Легенд Bubble» принадлежит главному редактору издательства Роману Коткову: он хотел создать некий аналог американских серий комиксов Amazing Fantasy и Action Comics, в которых каждый выпуск посвящён тому или иному новому герою. Над серией работали многие сценаристы и художники серии, среди которых Алексей Волков, Анна Булатова, Артём Бизяев, Андрей Васин и Анастасия Ким.
По большей части, серия «Легенды Bubble» посвящена спин-оффам и отдельным историям второстепенных персонажей других серий Bubble: «Бесобоя», «Метеоры», «Майора Грома», «Инока» и других. Помимо основной серии одиночных выпусков, в рамках «Легенд Bubble» также выходили графические романы и спецвыпуски, не являющиеся частью основной нумерации. Серия также использовалась издательством как «площадка» для экспериментов: выходили пилотные выпуски новых серий комиксов, которые либо добивались популярности среди поклонников и получали продолжение, либо не продвигались дальше первого номера. К одному из таких комиксов относится серия «Сокол», победившая в конкурсе «Новые герои Bubble».
Вышедшие в рамках «Легенд Bubble» комиксы в целом получали положительные отзывы у журналистов. Обозреватели отмечали, что комикс-антология открывает простор для различных экспериментов с персонажами вселенной Bubble, а также позволяет расширить мир комиксов издательства и раскрыть подробности об интересных второстепенных героях других серий. При этом, так как в альманахе выходили разные не связанные между собой сюжеты, характер их оценки варьировался от комикса к комиксу. Так, наиболее положительных комментариев от журналистов удостоился дебютный сюжет о Чёрном Псе, «Своё время», и спин-офф о майоре Громе «Как на войне», а наиболее смешанных — история «Тео. Круги на полях».

## История публикаций
| 2017 | Чёрный Пёс. Своё время |
| 2018 | Тео. Круги на полях |
| 2018 | Дубин Дима. Провинциальные каникулы |
| 2018 | Ярх. Шаг вперёд |
| 2018 | Майор Гром: Обещание |
| 2019 | Новые герои Bubble (Сестра, Сокол, Плюшевый полицейский, Клетка, Анна, Чёрная рука и загадочная посылка, Импульс, Не буди лихо, Memento Mori) |
| 2019 | Майор Гром. Как на войне |
| 2020 | Чумной Доктор |
| 2020 | Редактор |
| 2020 | Нечистая сила |
| 2020 | Громада |
| 2021 | Мир. Вечная память |
| 2021 | Волков. Пекло |
| 2021 | Bubble Хэллоуин |
| 2021 | Прокопенко. Гром на восходе |
| 2022 | Часовой. Время против |
| 2022 | Реки. Страха нет |
| 2022 | Калигари. Дурман |

Официально «Легенды Bubble» были анонсированы на фестивале поп-культуры Comic-Con Russia 1 октября 2016 года. Подробности проекта не разглашались, однако издательство заявило, что планирует начать продажи новой серии в 2017 году. О планах на серию Bubble Comics рассказали и на своём собственном фестивале, «Хомякон», прошедшем в декабре 2016 года. Тогда же были озвучены первые детали «Легенд Bubble»: комикс будет представлять собой альманах из мини-серий про различных персонажей вселенной комиксов издательства, а первый сюжет расскажет об одном из персонажей серии «Бесобой», Чёрном Псе. В итоге первый выпуск «Легенд Bubble» и истории «Чёрный Пёс. Своё время» вышел в рамках фестиваля Comic-Con Russia 28 сентября 2017 года, где также было объявлено, что следующие истории будут рассказывать о героях серий «Майор Гром» и «Метеора». Сценаристом «Чёрного Пса» выступил писатель Алексей Волков, художником иллюстратор Андрей Васин, а за покраску комикса отвечала колористка Наталья Нестеренко. Вся творческая команда «Чёрного Пса» присутствовала на мероприятии, чтобы представить свой проект. Длительность сюжета составила 4 выпуска, каждый из которых был посвящён одному дню прошедших десятилетий (1970—2000) из жизни самого шамана и татуировщика Чёрного Пса, чьё настоящее имя Алексей Рыков, и его подруги Насти, ведьмы, известной под прозвищем «Королева гнили», а также постепенному развитию их взаимоотношений и становлению теми, кем они предстают в серии «Бесобой». История выходила 28 числа каждого месяца с сентября по декабрь 2017 года.
Одновременно с «Чёрным Псом» на Comic-Con Russia 28 сентября 2017 года вышло переиздание графического романа 2015 года «Хроники Инока: Штурм Берлина», получившее новое название «Инок и Майор Гром: Штурм Берлина». Роман является спин-оффом и кроссовером комиксов «Инок» и «Майор Гром». Автором комикса выступил основатель Bubble Comics Артём Габрелянов, а художником Андрей Васин. Создание комикса велось при участии российской компании «Звезда», производящей модели военной техники и настольные игры, а также белорусской студии по разработке компьютерных игр Wargaming. Изначальная дата выхода «Штурма Берлина» была приурочена к 70-летию победы Советского Союза в Великой Отечественной войне. Новое издание получило новую обложку (также авторства Андрея Васина), дополненную историю и новые дополнительные материалы, которые не удалось поместить в первое издание «Штурма Берлина». Сюжет произведения разворачивается во время Великой Отечественной войны, в 1945 году. Нацистский учёный Вольфганг Риппе по распоряжению лично Адольфа Гитлера занимается разработкой секретного оружия, которое должно переломить ход войны. Чтобы помешать ему, Советский Союз высылает Андрея Радова (деда Андрея Радова, главного героя серии «Инок»), одного из своих лучших агентов, который вместе с майором Игорем Громом (дедом Игоря Грома из комикса «Майор Гром») и экипажем танка «Молния» должен остановить его.
Таким образом, в рамках «Легенд Bubble» выходили не только синглы, но и графические романы, отдельно от основной нумерации серии. Следующим таким графическим романом стала книга «Бесобой и Мироходцы: Новая жизнь». Тизер проекта появился на официальной странице Bubble Comics в социальной сети «ВКонтакте» 15 декабря 2017 года и содержал изображение с заголовком «Легенды Bubble», списком авторов и надписью «Ну что, как в старые добрые?». Запись сопровождалась датой 23 декабря 2017. Полноценный анонс комикса прошёл 17 декабря, а выход состоялся 23 декабря. Сценаристами выступили главный редактор издательства Роман Котков и художница Анастасия Ким, иллюстратором — Наталья Заидова, а колористкой — Мария Васильева. Книга представляет собой так называемый «рождественский специальный выпуск» (англ. Christmas Special), в котором главный герой серии «Бесобой» Данила встречается с протагонистом «Мироходцев» Андреем зимой в баре «Альбион» в центре Москвы, где герои за кружкой пива обсуждают свою жизнь. Место действия комикса основано на реально существовавшем одноимённом баре на Манежной площади, закрывшемся ещё задолго до выхода самого комикса. Через неделю после выхода «Бесобой и Мироходцы: Новая жизнь» занял первое место по продажам в магазине комиксов «Чук и Гик».
Впоследствии выходили и другие сюжеты, посвящённые второстепенным персонажам других комиксов. «Тео. Круги на полях» о персонаже из «Метеоры» был анонсирован ещё в сентябре 2017 года, одновременно с выходом «Чёрного Пса». Автором сюжета «Кругов на полях» выступила сценаристка Анна Булатова, основной сценарист серии «Метеора» с 26 выпуска, художницей стала иллюстратор Тая Макаревич, а за покраску комикса отвечал колорист Роман Титов. Первый выпуск «Тео» вышел 29 января 2018 года. Длительность сюжета также составила 4 выпуска, которые выходили каждый месяц с января по апрель 2018 года. Главным героем истории является пришелец расы вейлан по имени Тео, который за запрещённую вылазку на планету Земля теряет своё положение в инопланетном обществе и оказывается вынужден начать новую жизнь.
Следующей сюжетной аркой стал «Дубин Дима. Провинциальные каникулы» о бывшем напарнике Игоря Грома из «Майора Грома», который как и «Тео. Круги на полях» был анонсирован в сентябре 2017 года. Единственным автором комикса стал художник Артём Бизяев — он не только проиллюстрировал «Провинциальные каникулы», но также выступил в роли сценариста и колориста. Первый выпуск «Дубина Димы» вышел 28 мая 2018 года. Всего «Провинциальные каникулы» насчитывает четыре выпуска, которые выходили с мая по август 2018 года. Согласно сюжету комикса, Дима Дубин решает взять отпуск и отправляется из Питера в свой родной город, неназванную «провинцию», однако отпуск оказывается неспокойным и питерский полицейский попадает в различные злоключения.
Вторым сюжетом о персонаже «Бесобоя» стал «Ярх. Шаг вперёд» об одноимённом герое, также известном по прозвищу «Смертоносный», анонсированный на Comic-Con Russia 2018 в сентябре. Сюжетом «Ярха» занималась создательница персонажа, художница Анастасия Ким, за иллюстрации отвечала также Ким, а колористкой проекта стала Лада Акишина. В отличие от предыдущих сюжетов, «Ярх. Шаг вперёд» продолжался на протяжении шести выпусков, первый из которых вышел 4 октября 2018 года, а последний — 28 марта 2019 года. По словам Ким, идея о создании комикса о Ярхе пришла ей сразу же после появления «Легенд Bubble». По её мнению, многим персонажам «Бесобоя» уделено достаточно внимания и в рамках основной серии, однако демонам, к которым и принадлежит Ярх, это не относится в той же степени, что она и решила исправить.
История «Майор Гром: Как на войне» повествует о самом Игоре Громе, о его начале службы в полиции Санкт-Петербурга. За сценарий спин-оффа «Майора Грома» ответственен писатель Кирилл Кутузов, за рисунок — художник Олег Чудаков, а за цвета — колористка Анна Сидорова. Первый выпуск спин-оффа вышел в рамках фестиваля Comic-Con Russia 2019. В «Майоре Громе: Как на войне» молодой Игорь Гром, только поступивший на службу, пытается раскрыть самое ажиотажное преступление Петербурга. Примечательно, что в этой серии появились два новых персонажа, сослуживцы Грома Савва и Катя, которые позже станут одними из главных персонажей серии детских комиксов «Громада», также авторства Кирилла Кутузова.
В июне 2018 года была запущена инициатива под названием «Новые герои Bubble», суть которой заключалась в отборе авторов, в руки которых будет доверено создание совершенно новой постоянной серии комиксов, которая должна стать частью вселенной Bubble. Издательство отобрало из присланных заявок девять работ и издало их в рамках «Легенд Bubble». Среди приславших свои работы были не только начинающие комиксисты, но и люди, ранее сотрудничавшие с издательством: Алексей Волков, Алексей Горбут, Виталий Терлецкий, Артём Бизяев, Кирилл Кутузов. Тем не менее, упор был сделан именно на новых авторов, до этого не работавших в Bubble Comics. Таким образом, в рамках «Легенд Bubble» вышли следующие истории: «Сестра» за авторством Александры Звягиной и художницы Виктории Быковой, «Сокол» сценаристок Инги Канареевой и Валерии Францевой и художника Евгения Францева, «Плюшевый полицейский», созданный Василием Снигирёвым и художником Евгением Пивневым, «Анна» (Максим Карганов, Екатерина Овчинникова), «Импульс» (Денис Нечипоренко, Иван Довбня), «Клетка» (Евгений Федуненко, Александр Малышев), «Чёрная рука» (Максим Иванков, Мария Сухих), «Не буди лихо» (Мария Степунина, Полина Шапошникова) и «Memento Mori» (Андрей Тевлюков, Татьяна Кузьмина). Победителем конкурса стал «Сокол», ставший новой отдельной серией комиксов.
Определённые выпуски серии имели дополнительный тираж с альтернативной обложкой, чаще всего приуроченный к фестивалям, либо являющийся эксклюзивом для тех или иных магазинов комиксов. Так, например, каждый выпуск сюжета «Чёрный Пёс. Своё время» имел вариативную обложку: первый выпуск с иной обложкой, авторства хорватского художника Горана Парлова, стал эксклюзивом Comic-Con Russia 2017 и вышел одновременно со стартом продаж тиража с основной обложкой; альтернативная обложка второго выпуска была нарисована Анастасией Ким и была приурочена к «МикроКомиону»; вариативная обложка третьего выпуска была нарисована Мариной Приваловой и распространялась как часть акции к «чёрной пятнице»; дополнительная обложка к заключительному четвёртому номеру стала эксклюзивом для московской сети магазинов комиксов «Чук и Гик» и была создана одним из наиболее известных комиксистов России Аскольдом Акишиным. После выхода одиночных выпусков каждый сюжет «Легенд Bubble» собирался в книгу-сборник, включающий в себя все номера соответствующих мини-серий. Помимо самих комиксов в состав сборников были включены дополнительные материалы: комментарии создателей, скетчи и зарисовки персонажей, локаций, эскизы обложек и их неиспользованные варианты.

## История создания

### Авторский состав
Над каждым сюжетом «Легенд Bubble» работала новая команда, состоящая как из сотрудников издательства Bubble Comics, так и из новичков, ранее не работавших с издательством. Так, первая история альманаха «Чёрный Пёс. Своё время» была написана историком комиксов, переводчиком и сценаристом родом из Коврова Алексеем Волковым. Параллельно этому он также писал сценарий для 12 и 13 выпусков комикса «Союзники», тем самым подменяя его основного автора Наталию Девову. Анна Булатова, основной сценарист поздних выпусков комикса «Метеора», стала сценаристкой следующего сюжета, «Тео. Круги на полях», также рассказывающего историю персонажа из «Метеоры». Ранее она в том числе работала над несколькими выпусками серии «Экслибриум». Сюжет для истории «Дубин Дима. Провинциальные каникулы» написал художник Артём Бизяев, ранее работавший над иллюстрациями для первых выпусков комикса «Инок». Сценаристом арки «Ярх. Шаг вперёд» также стал художник, а именно Анастасия Ким, более известная как иллюстратор серий комиксов «Майор Гром» и «Бесобой». «Майор Гром: Как на войне», спин-офф, посвящённый юным годам только устроившегося во внутренние органы Игоря Грома, был написан Кириллом Кутузовым, давним знакомым Алексея Волкова, вместе с которым работал над многими проектами.
Иллюстратором «Чёрного Пса» стал художник Андрей Васин, работающий в Bubble Comics с момента основания компании, а также рисовавший самые первые выпуски «Бесобоя», в том числе и те, в которых дебютирует персонаж Чёрный Пёс. Васин занимался комиксами ещё с 90-х годов и до работы в компании иллюстрировал журналы для детей «Арбуз» и «Серёжка». Художником «Тео. Круги на полях» выступила Тая Макаревич, которая примерно в то же время рисовала и основную серию «Метеора». «Дубин Дима. Провинциальные каникулы» был нарисован всё тем же Артёмом Бизяевым, написавшим и сценарий, и выступившим как колорист этого комикса. Как и в предыдущем случае, «Ярх. Шаг вперёд» иллюстрировался тем же человеком, что отвечал и за сценарий, то есть Анастасией Ким, также известной среди читателей по псевдониму «Phobs». Впоследствии она продолжит сценарную деятельность, став автором сюжета серии «Чумной Доктор». «Майор Гром: Как на войне» Кирилла Кутузова был проиллюстрирован Олегом Чудаковым, который позже станет одним из художников основной серии о Игоре Громе, «Майор Игорь Гром».

### Производственный процесс
После краткого анонса на Comic-Con Russia 2016, где создатели не вдавались в подробности того, что будет представлять собой серия «Легенды Bubble», журналисты из издания ComicsBoom! сделали несколько предположений. Либо комикс будет состоять из выпусков, каждый из которых будет ваншотом об одном из персонажей закрывшихся на тот момент серий («Майор Гром», «Инок», «Красная Фурия») от различных авторов, либо формат будет совершенно свободным и в том числе позволяющим продолжить историю старых графических романов Bubble Comics юмористического характера, вроде «Инока: Короля вечеринок» и «Игоря Угря». На деле же творческая команда издательства позиционировала «Легенды Bubble» как некую площадку для экспериментов, для создания историй о второстепенных персонажах уже существующих линеек, которым не хватило времени для раскрытия в рамках уже существующих комиксов, а также для введения совершенно новых героев, которые, если получат должную популярность среди читателей, могут получить свою собственную отдельную серию комиксов. Последняя концепция была вдохновлена американскими комиксами-антологиями Tales of Suspense, Amazing Fantasy и Action Comics. Начались «Легенды Bubble» со спин-оффов об уже существующих персонажах, среди которых оказались герои серий «Бесобой», «Метеора» и «Майор Гром».
Подбор авторов различался в зависимости от истории. Так, для написания дебютного сюжета о Чёрном Псе был нанят писатель Алексей Волков, до этого не работавший с персонажами издательства Bubble. Как следствие, сценарист постоянно консультировался с основным сценаристом «Бесобоя» Алексом Хатчеттом. Сюжет «Круги на полях» о Тео, персонаже серии «Метеора», напротив, был написан её постоянной сценаристкой Анной Булатовой, создательницей персонажа. Такая же ситуация была и с историей о Ярхе, которого в рамках серии «Бесобой» придумала художница Анастасия Ким. Тем не менее, по словам Романа Коткова, поклонники хотели видеть не только истории о старых персонажах, но и совершенно новых. Котков согласился с читателями, однако, вместо того, чтобы придумать новых персонажей силами уже сформированного штата сотрудников, решил найти новых авторов. Таким образом родилась инициатива «Новые герои Bubble» — конкурс, в рамках которого прошедшие первый этап отбора комиксисты получали возможность опубликовать свои комиксы со своими персонажами как часть серии «Легенды Bubble». Победивший комикс, выбранный по итогам голосования среди читателей и по показателям продаж, становился отдельной полноценной серией. В течение 2019 года в «Легендах Bubble» выходили истории о новых персонажах. Победителем конкурса стал комикс «Сокол». После завершения «Новых героев Bubble» издательство вернулось к публикации спин-оффов о персонажах из других серий, выпустив, например, специальный выпуск о Калигари, герое комикса «Игорь Гром».

## Восприятие
В целом, комиксы вышедшие как часть «Легенд Bubble» получали положительные отзывы у журналистов, обозревающих российскую комикс-индустрию, однако так как серия представляюет собой антологию, характер оценки менялся в зависимости от истории. Как следствие, Юрий Коломенский с сайта SpiderMedia.ru хвалебно отзывался о «Чёрном Псе», выделяя в качестве плюсов сценарий Алексея Волкова, назвав автора одной из лучших «вербовок» Bubble, и рисунок Андрея Васина, стиль рисунка которого посчитал наиболее органично вписывающимся в контекст истории. Тем не менее, Коломенский более сдержано встретил вторую историю «Легенд» «Тео. Круги на полях», посчитав центрального героя недостаточно интересным персонажем для отдельной истории, которую, в свою очередь, назвал необязательной и искусственно растянутой. По мнению автора рецензии, в «Круги на полях» присутствуют все те минусы «Метеоры», от которых серия избавилась в сюжете «Вольная птица». Сдержано была встречена и история о Диме Дубине из «Майора Грома» — обозреватель назвал её «проектом, сделанным из-за фандома и для фандома», при этом удивившись популярности персонажа среди читателей, ибо по мнению Юрия Дубин представляет собой малоинтересного второстепенного героя.
Редакция сайта GeekCity.ru обозревала другие комиксы серии, при этом оценив их более положительно, чем Коломенский. Ваншот «Редактор» был назван обозревателем Сергеем Афониным произведением с хорошим потенциалом, причислив к минусам только недостаток диспозиции. Журналист и коллега Афонина Никита Гмыза также окрестил «Редактора» перспективным комиксом, отметив одним из плюсов интересные способности протагониста. В рецензии на историю «Майор Гром: Как на войне» Гмыза назвал её ностальгической, вызывающей в памяти образы из 2007 года: кнопочные телефоны и аскетичные декорации кабинетов следователей. Он отметил, что сам по себе «Как на войне» не привносит во вселенную о майоре Громе что-то новое, скорее представляя собой лёгкую и приятную мини-серию. Давид Пириянц в своей ретроспективе по истории франшизы «Майор Гром» высказался о комиксе более восторженно, назвав её одной из своих самых любимых историй о Громе и похвалив простой, но «крепкий» сценарий Кирилла Кутузова. Похвалы также удостоились работы Артёма Бизяева в «Легендах Bubble»: спин-офф «Майора Грома» «Дубин Дима. Провинциальные каникулы» и авторский комикс «Нечистая сила».
Рецензенты портала ComicsBoom! также остались под впечатлением от определённых историй «Легенд Bubble». Один из редакторов сайта, обозреватель под псевдонимом «Гарсия», назвал историю о Чёрном Псе лучшей за 2017 год, окрестив её мини-серией о «лучшем персонаже лучшего онгоинга Bubble». Олег Ершов, как и коллеги с GeekCity.ru, остался доволен историями «Дубин Дима. Провинциальные каникулы» и «Нечистая сила» Бизяева, похвалив качество рисунка и посчитав, что у мини-серии есть потенциал для становления полноценным онгоингом. «Редактора» Ершов нашёл похожим не столько на пилотный выпуск новой серии, сколько на «историю в составе какого-нибудь фестивального межавторского сборника». Он назвал плюсом саму концепцию выпуска, которая задействует нарративные особенности формата комикса, но при том критически отнёсся к сюжету, посчитав что в дебютном номере было дано слишком мало подробностей о протагонистах, в связи с чем им трудно сопереживать. Сюжет «Майор Гром. Как на войне» журналист встретил теплее, выразив предположение, что это лучшая история, вышедшая в рамках «Легенд Bubble». Саму комикс-антологию Ершов назвал очень интересным проектом, открывающим простор для различных экспериментов.
Редакторы онлайн-журнала Darker тоже высказали положительное мнение об определённых историях из «Легенд Bubble». Айк Варданян в рецензии на «Чёрного Пса» похвалил сценарную работу Алексея Волкова, посчитав, что тот «вложил душу в свою историю», а также рисунок Андрея Васина, которому, по мнению Варданяна, удалось удачно совместить на страницах комикса «мистику, кровь, секс с толикой добротного сюрра». Подытожил автор тем, что первый выпуск вселяет надежду на удачную историю. В обзоре на графический роман-антологию «Экслибриум: Чистый лист», вышедший как часть «Легенд Bubble», журналистка Мария Брянцева похвалила концепцию книги, расширяющей вселенную Экслибриума и дающей подробности о происхождении её второстепенных персонажей. Брянцева также оценила «Нечистую силу» Бизяева, отметив талант художника-сценариста в оформлении общения главного героя, немого юноши, с остальными персонажами: через мессенджеры и посты в соцсетях, однако посетовала на недостаток глубины, нестабильность персонажей и множество роялей в кустах. Упоминание «Нечистой силы» также присутствовало в статье «Made in… Наше. Итоги 2021 года», в которой редакция выделила главные комиксы года в жанре мистики.

### Коллекционные издания

#### Сборники
- Чёрный Пёс. Своё время. — Bubble Comics, Апрель 2018. — Т. 1 (№ 1—4) и доп. материалы. — 142 с. — (Легенды Bubble). — 3000 экз. — ISBN 978-5-9500621-1-7.
- Тео. Круги на полях. — Bubble Comics, Июнь 2018. — Т. 2 (№ 5—8) и доп. материалы. — 144 с. — (Легенды Bubble). — 3000 экз. — ISBN 978-5-9500621-6-2.
- Дубин Дима. Провинциальные каникулы. — Bubble Comics, Октябрь 2018. — Т. 3 (№ 9—12) и доп. материалы. — 132 с. — (Легенды Bubble). — 2500 экз. — ISBN 978-5-6041510-9-9.
- Ярх. Шаг вперёд. — Bubble Comics, Октябрь 2019. — Т. 4 (№ 13—15, 17—19) и доп. материалы. — 222 с. — (Легенды Bubble). — 3200 экз. — ISBN 978-5-6042725-0-3.
- Майор Гром. Как на войне. — Bubble Comics, Февраль 2020. — Т. 5 (№ 29—32) и доп. материалы. — 164 с. — (Легенды Bubble). — 2500 экз. — ISBN 978-5-6042725-6-5.